# 藤沢文翁
藤沢 文翁（ふじさわ ぶんおう、Bun-O FUJISAWA、1976年4月19日 - ）は、日本の劇作家、演出家、音響監督、作詞家
東京・六本木生まれ。祖父は藤沢武夫。
ロンドン大学（Goldsmiths）を卒業したバイリンガルの劇作家・舞台演出家である。
VOICARION、READING HIGHの設立者であり、「音楽朗読劇創作の第一人者」とされている。公益財団法人十四世六平太記念財団理事（能・喜多流の財団）である。
所属芸能事務所はソニー・ミュージックエンタテインメント傘下のroom NB。

## 来歴

### 幼少期
東京都港区六本木生まれ。幼少期は祖父、藤沢武夫に預けられて育つ。啓明学園高校卒業後に渡仏、母親の住むパリで演劇を学んだ後、イギリスへ渡り、ロイヤル・ホロウェイにてファンデーションコースを修了。ゴールドスミス・カレッジ（ロンドン大学）演劇学部を卒業。ロンドン大学から演劇学の学士号（Bachelor of Arts　Drama and Theatre Arts）を取得（ロンドン大のロバート・ゴードン教授やアジャニ・ラファエル教授に演出術・脚本術を師事）。
2005年、英国ロンドンのKing's Head Theatreにてオリジナル作品『HYPNAGOGIA』を上演、劇作家・演出家としてデビュー。

### 帰国後
2007-2015年
2007年に帰国し、日本での活動を開始。劇作家のかたわら日本テレビの日本史サスペンス劇場に藤沢大介名義で歴史監修・脚本家として参加した。
2009年より藤沢朗読劇と呼ばれる音楽朗読劇プロジェクトを開始。新感覚・音楽朗読劇SOUND THEATRE創設。
2015年3月からアクロス エンタテインメントに所属。
2016年
2月、SOUND THEATRE脱退を表明。同時にプロダクションIGと「アニメーションに特化した」音楽朗読劇Theatrical-Live設立を発表。
4月、スクウェア・エニックスのスマートフォン用ゲームアプリ『ヴァルキリーアナトミア -ジ・オリジン-』のメインシナリオライターに就任
5月、東宝とクリエ プレミアム音楽朗読劇 VOICARION設立。
2017年
5月、能楽・喜多流（公益財団法人 十四世六平太記念財団）の理事に就任。
12月、ソニー・ミュージックエンタテインメントと「3.5次元朗読劇」READING HIGHを設立。　
2018年
2月27日、公益社団法人日本演劇興行協会より助成金を授与される。また同年、山路和弘が藤沢文翁原作の一人芝居『江戸怪奇譚（たん）〜ムカサリ〜』で第59回（2017年度）毎日芸術賞を受賞した。
5月、BUN-O FUJISAWA OFFICIAL FAN CLUB 「B.B.TEDDY CLUB」発足。
7月、ロンドンデビュー作『HYPNAGOGIA』がソニー・ミュージックエンタテインメント設立50周年特別企画として再演された。
9月、クリエ プレミアム音楽朗読劇VOICARION『信長の犬』（製作：東宝、会場：博多座）に重要無形文化財「能楽」保持者の能楽師である塩津哲生が出演。　
2019年
1月、『Chèvre Note〜シェーヴルノート〜』が上演され、2日間で朗読劇としては異例の約14,000人以上の集客を記録した。
11月、藤沢原作の音楽朗読劇『MARS RED』が漫画家・唐々煙によってコミカライズされた。
2020年
2月、藤沢原作の音楽朗読劇『MARS RED』のアニメ化が発表された。朗読劇からアニメ化されるのはアニメ史上初となる
同月、東京国際フォーラム ホールAにおいて朗読劇史上初の噴水や炎を使った作品『エルガレオン』において15000の動員を達成する。
2月 - 3月、日比谷シアタークリエにて上演予定だった『女王がいた客室』が新型コロナウイルスの影響で無観客上演と配信が決定したが、ファンからよせられた応援メッセージを客席に貼り付ける演出で「＃これはもはや無観客上演ではない」と話題になる。
9月、『信長の犬』が帝国劇場で上演決定となる。一人の原作・脚本・演出が帝国劇場で上演されるのは稀な上、朗読劇の上演は帝国劇場史上初となる。
12月、朗読劇として初めて日本武道館の上演が決定する。オリジナル作品である『ALCHEMIST RENATUS〜Homunculus〜』の原作・脚本・演出を担当する。
2021年
2月、帝国劇場で上演されたプレミア音楽朗読劇『VOICARION IX 帝国声歌舞伎〜信長の犬〜』が第十五回声優アワード シナジー賞を受賞。
同月、藤沢原作の音楽朗読劇『MARS RED』がスマートフォン向けゲームアプリ『MARS RED〜彼ハ誰時ノ詩〜』となることが発表された。原作・脚本・音響監督は藤沢文翁が担当する。
6月、完全オリジナルミュージカル『CROSS ROAD（クロスロード）〜悪魔のヴァイオリニスト パガニーニ〜』が日比谷シアタークリエにて、上演決定する。朗読劇からミュージカル化するのは東宝ミュージカル初となる。
2023年
4月19日の誕生日にソニー・ミュージックエンタテインメント傘下の株式会社room NBに所属。
2024年
5月、東京ガーデンシアターにてROAD to AVALONを上演し、朗読劇史上初となる8,000席の三公演の興行を行い、2日で24,000人を動員した。
9月、北方謙三版『水滸伝』WOWOWで連続ドラマ化発表。織田裕二主演、総監督は若松節朗、脚本は藤沢文翁
10月、相葉雅紀（嵐）初の朗読劇として、藤沢が原作・脚本・演出したTHANATOSに出演した。

## 受賞歴
- 第30回（2017年度）公益社団法人日本演劇興行協会賞・音楽朗読劇の確立と発展への貢献に対して受賞[48]。
- 第十五回声優アワード シナジー賞。プレミア音楽朗読劇「VOICARION IX 帝国声歌舞伎〜信長の犬〜」2020年9月5日から13日にかけて東京・帝国劇場で上演され、全公演が、スカパー!オンデマンドで生配信[49]。

## 人物
ロンドン大学を卒業しており、バイリンガルの劇作家・舞台演出家である。
劇作家として朗読劇を中心に活動しているが、同時に漫画原作や、ゲームのシナリオ、アニメ、落語、テレビの文化監修、音響監督など手掛けている。「朗読劇創作の第一人者」とされ、藤沢朗読劇とも評される音楽朗読劇を上演しており、「現在最もチケット入手困難な朗読劇」呼ばれている。「0から１を生み出すこと」にこだわりがあり、基本的にオリジナルストーリーを作り続けている。
客席に風や煙を送り込んだり、劇場によっては本物の炎を使用するなど派手な演出を用いるそのスタイルは「手に汗握る音楽朗読劇」と呼ばれている。
前述の通り祖父は本田技研工業の創業者の一人である藤沢武夫であり、一族にはダイエーの中内家をはじめ、黄桜の松本家、三井財閥などがおり、皇族も遠縁にある。
舞台演出・脚本は英国で学んでいるものの、日本文化への関心も高く能楽・喜多流（公益財団法人 十四世六平太記念財団）の理事を務め、津軽三味線奏者の吉田良一郎（吉田兄弟）の弟子でもある。
舞台に興味を持つきっかけとなったのは、舞台観劇を好んでいた祖父の武夫が幼い文翁をオペラや歌舞伎に連れ回していたこと、さらに死ぬ直前のクリスマスプレゼントでムソルグスキーの歌劇「ボリス・ゴドゥノフ」のチケットを与えられたことと語っている。
一般的に演劇では演出助手という職があるが「（演劇を学んだ）イギリスには演出助手という文化がなかったので、使い方が分からない」という理由で採用していない。
「スタッフのアイデアや手柄を独り占めしない」をポリシーとしており、常に「裏方もアーティストである」と、アイデアを出したスタッフの名前は必ず発信している。音楽ライブのスタッフと演劇のスタッフを融合させたチームを率いており、自由にアイデアを出し合って構築してゆくスタイルをとっている。また、音楽チームに関してもBGM（Back ground music）とは呼ばず、 FGM（Front Ground Music）、つまりあくまでもキャストと対等であることに徹底していると語っている。
自身のマスコットキャラは「ブラックテディー」であり、ロゴは「雪輪に桔梗」である。
苗字の戸籍上の表記は「藤」がいわゆる「ハ藤」で、かつ「沢」が旧字体の「澤」の「藤澤」だが、書きやすいからとの理由で活動名の苗字の表記は「藤沢」としている。また「文翁」は雅号であり、由来は「文を公に羽ばたかせる」ことに因んでいる。

### 趣味・関心
- 犬好き[65][66]
- ゲーム、アニメ、映画鑑賞、読書、オペラ、ミュージカル、料理[66]
- 津軽三味線：吉田兄弟の吉田良一郎に師事している[67]。
- バイク。大型自動二輪、HONDA CB1100を所有している[66]。
- 大の落語ファンであり、特に古今亭志ん朝や柳家小三治を敬愛している[66]。
- フェンシング。ロンドン大学フェンシング部に所属していた事がある[68]。

### エピソード
- 箱書きやプロットといったプロセスを踏まずいきなり台本を書き始めるスタイル[69][70]。
- Dysgraphia （書字表出障害）であり、読むことに問題はないが、書くことのレベルは小学校2〜3年生レベルだという。ロンドン大学留学時代に、高度な論文を書くわりにスペルミスが多いことを教授に指摘され発覚した[71]。

### 交友・対人関係
自身の舞台の出演者とはその後も仲良くなることが多く、特に日本デビュー当時から出演を重ねている山寺宏一、林原めぐみ、上川隆也、諏訪部順一、浪川大輔、沢城みゆき、朴璐美、山路和弘、石井正則、村中俊之、小杉紗代とはプライベートでも仲がよい。
また音楽監督として藤沢朗読劇に参加している吉田良一郎（吉田兄弟）に津軽三味線を師事しており師弟関係にある。

## 藤沢朗読劇
音楽朗読劇（Reading Drama）。自らが英国から持ち帰った朗読手法と、日本古来の話芸である落語や常磐津、声優文化、オペラやミュージカルの手法を混ぜ合わせた「藤沢朗読劇」と呼ばれる独特の朗読スタイルで、2009年から取り組んでいる。ナレーションを排除し台詞のやりとりだけで進行し、炎や爆発、レーザーなどの派手な演出が持ち味となっている。
SOUND THEATRE（サウンドシアター）
2009年、帰国した藤沢が近衛忠大を芸術監督として迎え設立した音楽朗読劇プロジェクト。
2016年2月26日に近衛忠大と藤沢文翁は、制作サイドとの方向性の違いから共に脱退している。SOUND THEATRE自体は2019年現在も活動を続けている。
VOICARION（ヴォイサリオン）
東宝クリエプレミア音楽朗読劇。東宝が「至極の声」と考えるキャストにのみを選定している。
Theatrical-Live（シアトリカル・ライブ）
Production I.G主催。東映アニメーション他各社と組んだ、音楽朗読劇。
READING HIGH（リーディングハイ）
2017年に発足したソニー・ミュージックエンタテインメントとコラボレーション企画で、3.5次元のエンターテインメント。

## 作品
藤沢文翁が担当したものは太字で表記。出演者など詳細の無い公演については作品記事を参照。

### 舞台演出・脚本
2005-2011年
- MERMAID BLOOD 〜ロンドン公演〜（2005年、ブルームスベリー・シアター）作・演出
- HYPNAGOGIA 〜ロンドン公演〜（2005年、キングズ・ヘッド・シアター）原作
- 横浜開港150周年記念式典「ヴィジョン! ヨコハマ」（2009年、横浜開港150周年協会、演出：宮本亜門）脚本
- SOUND THEATRE『HYPNAGOGIA（ヒプナゴギア）』（2009年10月、アサヒ・アートスクエア）作・脚本・演出
- SOUND THEATRE『HYPNAGOGIA（ヒプナゴギア）』（2011年3月、日本橋三井ホール）作・脚本・演出

2012年
- 戦国ブログ型朗読劇 SAMURAI.com「叢雲—MURAKUMO-」（2月、浅草公会堂、主催：TBS）作・脚本・演出
- 『Mermaid Blood（マーメイドブラッド）』（6月、日本橋三井ホール）作・脚本・演出
- 『CROSS ROAD 〜悪魔のヴァイオリニスト ニコロ・パガニーニ〜』（9月、日比谷シアタークリエ、製作：東宝）作・脚本・演出
- Suspense Theatre Produce by SOUND THEATRE『THANATOS（タナトス）』（12月、日本橋三井ホール）作・脚本・演出

2013年
- Sound Historiē Produced by SOUND THEATRE『The ONE（ジ・ワン）』（3月、東京グローブ座）作・脚本・演出
- SUPER SOUND THEATRE『MARS RED（マーズレッド）』（6月、舞浜アンフィシアター）作・脚本・演出
- SOUND THEATRE『HYPNAGOGIA（ヒプナゴギア）』（8月、日比谷シアタークリエ、製作：東宝）作・脚本・演出
- SOUND THETRE × 夏目友人帳 〜集い 音劇の章〜（2013年9月、東京国際フォーラム ホールA）脚本・演出

2014年
- A BASE METAL（2月、AiiA Theater）作・脚本・演出
- 『THANATOS（タナトス）』（5月、日本橋三井ホール）作・脚本・演出
- 『eclipse（イクリプス）』（9月、日比谷シアタークリエ、製作：東宝）作・脚本・演出
- SUPER SOUND THEATRE『Valkyrie〜Story from RHINE GOLD（ワルキューレ〜ラインの黄金）』(11月、舞浜アンフィシアター）作・脚本・演出
- 『CHRISTMAS NOSTRA（クリスマス・ノストラ）』（12月、日本橋三井ホール）作・脚本・演出

2015年
- 『THE ONE（ジ・ワン）』（3月-4月、Zeppブルーシアター六本木・森ノ宮ピロティホール）作・脚本・演出
- SOUND THEATRE『CROSS ROAD〜悪魔のヴァイオリニスト ニコロ・パガニーニ〜』（6月、神奈川芸術劇場）作・脚本・演出
- SOUND THEATRE MARS RED（9月、舞浜アンフィシアター）作・脚本・演出
- シアトリカル・ライブ『みつあみの神様』（10月、よみうりホール）舞台脚本・演出
- SOUND THEATRE × 夏目友人帳 〜集い 音劇の章・再び〜（12月、舞浜アンフィシアター）脚本・演出

2016年
- シアトリカル・ライブ『Relic 〜tale of the last ninja〜』（5月、品川ステラボール）原作・脚本・演出
- クリエ プレミアム音楽朗読劇VOICARION『女王がいた客室』（8月-9月、日比谷シアタークリエ、製作：東宝）原作・脚本・演出
- クリエ プレミアム音楽朗読劇VOICARION『Mr.Prisoner』（9月、日比谷シアタークリエ、製作：東宝）原作・脚本・演出

2017年
- BLOOD+ 〜彼女が眠る間に〜（2月、天王洲銀河劇場、原案：藤咲淳一）脚本・演出
- シアトリカル・ライブ『シアトリカル・ライブ版　義経千本桜』（5月、品川ステラボール）原作・脚本・演出
- 山路和弘ひとり語り『江戸怪奇譚（たん）〜ムカサリ〜』（5月-6月2日、青年座劇場、蕉門ホール）原作提供
- 神楽坂怪奇譚「棲」（8月、神楽坂TheGLEE、企画・制作：8:thron project）原作提供
- クリエ プレミアム音楽朗読劇VOICARION『Ghost Club』（8月-9月、日比谷シアタークリエ、製作：東宝）原作・脚本・演出
- Theatrical Live『MARS RED 〜THE BLACK PRINC〜』（11月、舞浜アンフィシアター、製作：The Black Prince製作委員会）原作・脚本・演出
- 新感覚・音楽朗読劇 READING HIGH『Homunculus 〜ホムンクルス〜』（12月、カルッツかわさき、主催：ソニー・ミュージックエンタテインメント、制作：Zeppライブ）原作・脚本・演出

2018年
- 音楽朗読劇『AnGeL fAlL』（1月、舞浜アンフィシアター、企画制作：フェロ☆メン）脚本・演出
- READING HIGH『HYPNAGOGIA -ヒプナゴギア-』（7月、Billboard Live TOKYO、主催：ソニー・ミュージックエンタテインメント、制作：Zeppライブ）原作・脚本・演出
- クリエ プレミアム音楽朗読劇VOICARION『信長の犬』（9月、博多座、製作：東宝）原作・脚本・演出
- 神楽坂怪奇譚「棲」（11月、神楽坂TheGLEE、企画・制作：8:thron project）原作提供

2019年
- READING HIGH『Chevre Note Story from Jeanne d'Arc』（1月、舞浜アンフィシアター、主催：ソニー・ミュージックエンタテインメント、制作：Zeppライブ）原作・脚本・演出
- 東海道四谷怪談外伝・嘘（1月-2月、白金高輪セレネスタジオ SELENE b2、制作：LAL STORY）原作・脚本提供
- クリエ プレミアム音楽朗読劇VOICARION『Mr.Prisoner』（3月、日比谷シアタークリエ、製作：東宝）原作・脚本・演出
- クリエ プレミアム音楽朗読劇VOICARION『Mr.Prisoner』（3月、大阪サンケイブリーゼ、製作：東宝）原作・脚本・演出
- プレミア音楽朗読劇VOICARIONグランデ『Ghost Club』（6月、明治座、製作：東宝）原作・脚本・演出
- クリエ プレミアム音楽朗読劇VOICARION『信長の犬』（7月、博多座、製作：東宝）原作・脚本・演出
- 超電導dB『SHOW MUST GO ON』（9月、恵比寿ザ・ガーデンホール・松下IMPホール）作中脚本

2020年
- READING HIGH『EL GALLEON』（2月、東京国際フォーラム ホールA、主催：ソニー・ミュージックエンタテインメント、制作：Zeppライブ）原作・脚本・演出
- クリエ プレミアム音楽朗読劇VOICARION『龍馬の靴』（2月-3月、日比谷シアタークリエ、製作：東宝）原作・脚本・演出
- クリエ プレミアム音楽朗読劇VOICARION『女王がいた客室』（2月-3月、日比谷シアタークリエ、製作：東宝）原作・脚本・演出
- クリエ プレミア音楽朗読劇 VOICARION VIII「REMOTE THEATRE『ル・レーヴ』〜ジュール・ヴェルヌの愛した少女〜」（6月、製作：東宝）原作・脚本・演出
- READING HIGH『THANATOS（タナトス）』（8月、配信上演、主催：ソニー・ミュージックエンタテインメント）原作・脚本・演出
- 神楽坂怪奇譚「棲」（8月、制作：LAL STORY）原作・脚本提供
- プレミア音楽朗読劇『VOICARIONⅨ 帝国声歌舞伎 信長の犬』（9月、帝国劇場、製作：東宝）原作・脚本・演出
- READING HIGH『ALCHEMIST RENATUS〜Homunculus〜』（12月、日本武道館、主催：ソニー・ミュージックエンタテインメント）原作・脚本・演出
- 尾上右近自主公演『研の會』Christmas Party（12月、主催：尾上右近事務所）原作・演出アドバイザー

2021年
- プレミアム音楽朗読劇VOICARION『孔明最後の一夜』（1月、新歌舞伎座、製作：東宝）原作・脚本・演出
- プレミアム音楽朗読劇VOICARION『信長の犬』（1月、御園座、製作：東宝）原作・脚本・演出
- プレミアム音楽朗読劇VOICARION『孔明最後の一夜』（5月、博多座）原作・脚本・演出
- READING HIGH genesis『THANATOS（タナトス）』（8月、日本橋三井ホール、主催：ソニー・ミュージックエンタテインメント）原作・脚本・演出
- クリエ プレミアム音楽朗読劇VOICARION『女王がいた客室』（10月-11月、日比谷シアタークリエ・サンケイホール）原作・脚本・演出
- READING HIGH『Chevre Note Story from Jeanne d'Arc』（12月、舞浜アンフィシアター、主催：ソニー・ミュージックエンタテインメント、制作：Zeppライブ）原作・脚本・演出

2022年
- プレミアム音楽朗読劇VOICARION『スプーンの盾』（4月、製作：東宝）原作・脚本・演出
- ミュージカル『CROSS ROAD』（6月、日比谷シアタークリエ、製作：東宝）原作・脚本・作詞・演出
- READING HIGH 5周年記念公演『YOUNG WIZARDS 〜Story from蘆屋道満大内鑑〜』（9月-10月、パシフィコ横浜 国立大ホール、主催：ソニー・ミュージックエンタテインメント、制作：Zeppライブ）原作・脚本・演出
- プレミア音楽朗読劇 『VOICARION XV&XVI 〜拾弐人目の服部半蔵〜 』（11月-12月、博多座・大阪声歌舞伎）

2023年
- READING HIGH 5周年記念公演 第二弾 『BASE METAL』（1月、梅田芸術劇場シアター・ドラマシティ、主催：ソニー・ミュージックエンタテインメント、制作：Zeppライブ）原作・脚本・作詞・演出
- READING HIGH 5周年記念公演 第三弾 『BASE METAL』（5月3-7日、東京芸術劇場、主催：ソニー・ミュージックエンタテインメント、制作：Zeppライブ）原作・脚本・作詞・演出
- 舞台『キングダム』（2月：東京・帝国劇場、3月：大阪・梅田芸術劇場、4月：福岡・博多座、5月：北海道・札幌文化芸術劇場）脚本
- 剣聖 -運に見放された男-（6月30日-7月9日、サンモールスタジオ、主催：LAL）原作・脚本
- アニメ「夏目友人帳」劇伴コンサート 〜いとうるわしき夢より〜（11月23日：熊本城ホール メインホール）演出
- プレミアム音楽朗読劇VOICARION『スプーンの盾』（12月、製作：東宝）原作・脚本・演出

2024年
- プレミアム音楽朗読劇VOICARION『スプーンの盾』（1月：大阪公演、製作：東宝）原作・脚本・演出
- アニメ「夏目友人帳」劇伴コンサート 〜いとうるわしき夢より〜（3月9日：神奈川県民ホール）演出

- ミュージカル『CROSS ROAD 〜悪魔のヴァイオリニスト パガニーニ〜』（4月-5月：シアタークリエ・大阪新歌舞伎座・博多座　制作：東宝）原作・脚本・作詞[103][104]
- 音楽朗読劇READING HIGH 第12回公演『ROAD to AVALON』（5月11日・12日：東京ガーデンシアター、制作：ソニー・ミュージックエンタテインメント）[105][106]　原作・脚本・演出・作詞
- VOICARION XVIII〜Mr.Prisoner〜（２０２４年８月２１日〜９月１日：シアタークリエ　制作：東宝）出演：上川隆也、林原めぐみ、山寺宏一　原作・脚本・演出
- 音楽朗読劇 𝐑𝐄𝐀𝐃𝐈𝐍𝐆 𝐇𝐈𝐆𝐇 𝐧𝐨𝐢𝐫 『HYPNAGOGIA～ヒプナゴギア（10/13(日)-14(月・祝)：イイノホール　制作：room NB）出演：牧島輝　有澤樟太郎　桜井玲香[107]　原作・脚本・演出・作詞
- 音楽朗読劇READING HIGH noir 第2回公演『THANATOS～タナトス～』（2024年10月19日(土)〜20日(日)：梅田芸術劇場シアター・ドラマシティ 制作：room NB）出演：相葉雅紀　早見沙織　大塚明夫　原作・脚本・演出[108]
- 『VOICARION XIX〜スプーンの盾〜』（2024年12月28日（土）・29日（日）大阪・サンケイホールブリーゼ　制作：東宝）原作・脚本・演出[109]

２０２５年
- 『VOICARION XIX〜スプーンの盾〜』（２０２５年１月　シアタークリエ　制作：東宝）原作・脚本・演出[110]
- READING HIGH premium 『TAIL to TALE ~Story from 義経千本桜~』（２０２５年５月・６月　THEATER MILANO-Za（新宿）制作：RNB）原作・脚本・作詞・演出　出演：杉田智和　諏訪部順一　佐倉綾音　石田彰　岡本信彦[111]
- READING HIGH noir『HYPNAGOGIA～ヒプナゴギア～』（２０２５年７月　イイノホール　制作：RNB）原作・脚本・演出[112]

### [113]脚本・シナリオ提供
ゲーム脚本
- ヴァルキリーアナトミア -ジ・オリジン-（2016年、スクウェア・エニックス）シナリオ ※一部イベントクエストのみ共作
- MARS RED 〜彼ハ誰時ノ詩〜（2021年）原作・脚本・音響監督
- ヴァルキリーエリュシオン（2022年、スクウェア・エニックス）シナリオスーパーバイザー

アニメ脚本
- 夕やけだん団（2015年）
- アトム ザ・ビギニング（2017年）
- DEEMO サクラノオト -あなたの奏でた音が、今も響く-（2022年）

テレビ脚本
- ザ・決断（2007年、日本テレビ）
- 日本史サスペンス劇場（2008年、日本テレビ）レギュラー
- マイケル・ジャクソン愛と哀しみの真実（2009年、日本テレビ）
- 執事 西園寺の名推理（2018年、テレビ東京）
- 水滸伝（放送日未定、WOWOW）脚本

新作落語
- 怪談『ムカサリ』
- 座敷童
- 冥土の算段

### 作詞提供
- 飛帝円舞（MARS RED 劇中歌）
- YOSHIWARA（MARS RED 劇中歌）
- 赤いヤギの歌（MARS RED 劇中歌）
- Little Prayer（HYPNAGOGIA 挿入歌）
- 雨眩〜あめくらら〜（信長の犬 挿入歌）

### 原案・原作提供
MARS RED
- 漫画『MARS RED』（2019年〜連載、月刊コミックガーデン、作画：唐々煙）
- テレビアニメ『MARS RED』（2021年放送）※音響監督も担当
- ロックミュージカル『MARS RED』（2021年6月24日-7月1日、天王洲 銀河劇場）原作提供

### その他の活動
ファシリティドッグ
『MY BEST FRIEND AT THE HOSPITAL こどもたちの目にうつったファシリティドッグ』（認定NPO法人シャイン・オン・キッズ、写真：桐島ローランド）で文章を担当。認定NPO法人シャイン・オン・キッズのファシリティドッグ・アンバサダーとして、ファシリティドッグの普及活動をしている。
執筆活動
- あったらいいな！こんな薬（主催：エフエム大阪、アクテリオン ファーマシューティカルズ ジャパン）
  - 第三回（2012年）朗読台本
  - 第四回（2013年）朗読台本

- Keep On Smiling（2014年6月1日-2015年2月1日、FM OSAKA制作JFN26局ネット）オリジナルショートストーリー提供
- SHOW MUST GO ON （2019年）劇中アフレコの脚本
- オリジナル音楽朗読『BAKER'S CLOCK』（2020年）原作

演出・協力ほか
- 紫吹淳クリスマスディナーショー2013（2013年、パレスホテル東京）構成・脚本・演出
- 戦国無双 10周年記念コンサート（2015年、東京国際フォーラムA）演出
- ACROSS FESTA!! 8.322+0.001 ANNIVERSARY（2016年）総合演出
- 林原めぐみ 1st LIVE -あなたに会いに来て-（2017年）演出アドバイザー

## 出演

### ラジオ出演
パーソナリティーを担当したラジオのみ記載。
- ガクのネ「藤沢文翁の音楽朗読論」
  - 2020年7月6日-7月27日、ニッポン放送
  - 2020年11月2日、ニッポン放送[121][122]
  - 2021年11月22日-12月6日、ニッポン放送[123]
- MARS RED 〜大正浪漫ラヂヲ局〜（2021年4月4日-、アニメビーンズ）[124]

### テレビ出演
- テレビアニメ『MARS RED』超！先行上演会 - 原作・音響監督
- 林原めぐみトークショー「あなたに会いに行く」[125]
- WOWOWミュージカルラウンジ（WOWOWプライム、WOWOWオンデマンド配信） - 第74回トニー賞授賞式 事前受賞の部[126]
- VOICARION 5th Anniversary Event - MC[127]
- 第十五回 声優アワード授賞式 - シナジー賞（プレミア音楽朗読劇『VOICARION IX 帝国声歌舞伎 信長の犬』）[128]
- Réminiscence レミニサンス - MC[129]

## 映像・音源

### Blu-ray & DVD
- SOUND THEATRE『HYPNAGOGIA』（作・脚本・演出）
- 戦国ブログ型朗読劇 SAMURAI.com『叢雲—MURAKUMO-』（脚本・演出）
- SUPER SOUND THEATRE 『MARS RED』（作・脚本・演出）
- 『いつかゆきのひに & SOUND THEATRE x 夏目友人帳〜集い 音劇の章〜』（脚本・演出）
- SUPER SOUND THEATRE『Valkyrie 〜Story from RHINE GOLD〜』（作・脚本・演出）
- SUPER SOUND THEATRE『MARS RED 2015』（作・脚本・演出）
- シアトリカル・ライブ『みつあみの神様』（舞台脚本・演出）
- 『夕やけだん団』DVD 一弾（脚本）
- シアトリカル・ライブ『Relic〜tale of the last Ninja〜』（原作・脚本・演出）
- 『BLOOD＋　彼女が眠る間に』（脚本・演出、原案：藤咲淳一）
- シアトリカル・ライブ『THE BLACK PRINCE』（原作・脚本・演出）
- フェロ☆メン『AnGeL fAlL』（脚本・演出、原案：諏訪部順一）
- クリエ プレミアム音楽朗読劇VOICARION『信長の犬』（原作・脚本・演出）
- READING HIGH『Chevre Note Story from Jeanne d'Arc』（原作・脚本・演出）
- 音楽朗読劇READING HIGH 第4回公演『El Galleon〜エルガレオン〜』[130]
- プレミアム音楽朗読劇VOICARION『孔明最後の一夜』（原作・脚本・演出）

### CD
- Triple Rainbow 〜東日本大震災復興支援アルバム〜（一部朗読詩提供）
- あったか たのしい 世界の童話（物語監修）
- 煉獄に笑う / 原作：唐々煙
  - 第4巻ドラマCD（脚本）
  - 第5巻ドラマCD（脚本）
  - 第7巻ドラマCD（脚本）
- READING HIGH『HYPNAGOGIA -ヒプナゴギア-』（原作・脚本・演出）
- クリエ プレミアム音楽朗読劇VOICARION『Ghost Club』（原作・脚本・演出）
- クリエ プレミアム音楽朗読劇VOICARION『信長の犬』（原作・脚本・演出）
- クリエ プレミアム音楽朗読劇VOICARION『龍馬のくつ』（原作・脚本・演出）[131]
- クリエ プレミアム音楽朗読劇VOICARION『女王がいた客室』（原作・脚本・演出）[132]

## 監修・翻訳
- 執事 西園寺の名推理（2018年、テレビ東京）
- 執事 西園寺の名推理2（2019年、テレビ東京）
- 夏の恋は虹色に輝く（2010年、フジテレビ）ドラマ内のシェイクスピア劇ハムレット 監修・所作指導
- テレビアニメ『MARS RED』（2021年、読売テレビ）時代考証・劇中劇翻訳・江戸弁監修[133]